# Hibernian Football Club 2020-2021
Questa voce raccoglie le informazioni riguardanti l'Hibernian Football Club nelle competizioni ufficiali della stagione 2020-2021.

## Stagione
- In Scottish Premiership l'Hibernian si classifica al 3º posto (63 punti), dietro a Rangers e Celtic, e si qualifica per la UEFA Conference League.
- In Scottish Cup perde la finale contro il St. Johnstone (1-0).
- In Scottish League Cup è eliminato in semifinale dal St. Johnstone (3-0).

## Maglie e sponsor
| Casa | Trasferta | Terza divisa |

## Rosa
| N. |                        | Ruolo | Calciatore            |
| -- | ---------------------- | ----- | --------------------- |
| 1  | Israele (bandiera)     | P     | Ofir Marciano         |
| 2  | Scozia (bandiera)      | D     | David Gray (capitano) |
| 4  | Scozia (bandiera)      | D     | Paul Hanlon           |
| 5  | Scozia (bandiera)      | D     | Ryan Porteous         |
| 6  | Scozia (bandiera)      | D     | Paul McGinn           |
| 7  | Scozia (bandiera)      | C     | Kyle Magennis         |
| 8  | Inghilterra (bandiera) | C     | Drey Wright           |
| 9  | Galles (bandiera)      | A     | Christian Doidge      |
| 10 | Australia (bandiera)   | C     | Martin Boyle          |
| 11 | Inghilterra (bandiera) | C     | Joe Newell            |
| 13 | Cipro (bandiera)       | D     | Alex Gogić            |
| 15 | Scozia (bandiera)      | A     | Kevin Nisbet          |
| 16 | Scozia (bandiera)      | D     | Lewis Stevenson       |
| 18 | Scozia (bandiera)      | A     | Jamie Murphy          |
| 19 | Scozia (bandiera)      | A     | Jamie Gullan          |

| N. |                        | Ruolo | Calciatore      |
| -- | ---------------------- | ----- | --------------- |
| 20 | Svezia (bandiera)      | C     | Melker Hallberg |
| 21 | Inghilterra (bandiera) | P     | Dillon Barnes   |
| 22 | Scozia (bandiera)      | C     | Stephen McGinn  |
| 23 | Scozia (bandiera)      | C     | Scott Allan     |
| 24 | Scozia (bandiera)      | D     | Darren McGregor |
| 25 | Scozia (bandiera)      | D     | Josh Doig       |
| 26 | Scozia (bandiera)      | D     | Sean Mackie     |
| 27 | Scozia (bandiera)      | D     | Chris Cadden    |
| 29 | Scozia (bandiera)      | A     | Ryan Shanley    |
| 30 | Scozia (bandiera)      | P     | Craig Samson    |
| 33 | Inghilterra (bandiera) | P     | Matt Macey      |
| 36 | Australia (bandiera)   | C     | Jackson Irvine  |
| 42 | Scozia (bandiera)      | A     | Steven Elder    |
| 43 | Scozia (bandiera)      | A     | Steven Bradley  |

## Risultati

### Scottish Premiership

#### Prima fase
| Arbitro: | John Beaton |

|                                  |           |                 |
| Martin Boyle 5’ Martin Boyle 34’ | Marcatori | 44’ Chris Burke |

| Arbitro: | Euan Anderson |

|                         |           |                                                                                |
| Lyndon Dykes 60’ (rig.) | Marcatori | 24’ Kevin Nisbet 37’ Kevin Nisbet 41’ Christian Doidge 88’ (rig.) Kevin Nisbet |

| Arbitro: | Don Robertson |

|  |           |                      |
|  | Marcatori | 65’ Christian Doidge |

| Edimburgo 15 agosto 2020, ore 17:30 4ª giornata | Hibernian   | 0 – 0 referto | Motherwell | Easter Road Stadium (x spett.)\| Arbitro: \| Greg Aitken \| |
| Arbitro:                                        | Greg Aitken |               |            |                                                             |

| Arbitro: | John Beaton |

|  |           |                             |
|  | Marcatori | 90'+1’ (rig.) Stevie Mallan |

| Arbitro: | Nick Walsh |

|  |           |                           |
|  | Marcatori | 39’ (rig.) Lewis Ferguson |

| Arbitro: | Willie Collum |

|  |           |                                                  |
|  | Marcatori | 14’ Kevin Nisbet 17’ Joe Newell 59’ Martin Boyle |

| Arbitro: | Don Robertson |

|                                      |           |                                          |
| Drey Wright 22’ Christian Doidge 71’ | Marcatori | 45'+1’ Alfredo Morelos 57’ Scott Arfield |

| Arbitro: | Steven McLean |

|                                                             |           |  |
| Callum McGregor 7’ Albian Ajeti 35’ Mohamed Elyounoussi 79’ | Marcatori |  |

| Arbitro: | Bobby Madden |

|                                                   |           |                                                    |
| Kevin Nisbet 19’ Kevin Nisbet 35’ Paul Hanlon 63’ | Marcatori | 75’ (rig.) Ross Callachan 88’ (aut.) Ryan Porteous |

| Dingwall 17 ottobre 2020, ore 16:00 11ª giornata | Ross County | 0 – 0 referto | Hibernian | Global Energy Stadium (x spett.)\| Arbitro: \| Nick Walsh \| |
| Arbitro:                                         | Nick Walsh  |               |           |                                                              |

| Arbitro: | Colin Steven |

|  |           |                         |
|  | Marcatori | 27’ (rig.) Kevin Nisbet |

| Arbitro: | Kevin Clancy |

|                                 |           |                                      |
| Paul McGinn 36’ Paul McGinn 82’ | Marcatori | 35’ Ali McCann 76’ David Wotherspoon |

| Arbitro: | Euan Anderson |

|                                  |           |  |
| Scott Wright 5’ Sam Cosgrove 12’ | Marcatori |  |

| Arbitro: | Bobby Madden |

|                                   |           |                                                |
| Jamie Murphy 52’ Kevin Nisbet 59’ | Marcatori | 79’ (rig.) Odsonne Edouard 90'+1’ Diego Laxalt |

| Arbitro: | Andrew Dallas |

|  |           |                                                             |
|  | Marcatori | 59’ Martin Boyle 88’ Christian Doidge 90'+5’ Stephen McGinn |

| Arbitro: | Kevin Clancy |

|  |           |                                                                               |
|  | Marcatori | 10’ (rig.) Martin Boyle 39’ Christian Doidge 65’ Paul McGinn 68’ Kevin Nisbet |

| Arbitro: | Gavin Duncan |

|                   |           |                    |
| Kyle Magennis 13’ | Marcatori | 90'+1’ Luke Bolton |

| Arbitro: | Steven Kirkland |

|                  |           |  |
| Kevin Nisbet 18’ | Marcatori |  |

| Arbitro: | Willie Collum |

|                |           |  |
| Ianis Hagi 33’ | Marcatori |  |

| Arbitro: | Don Robertson |

|  |           |                              |
|  | Marcatori | 25’ Harry Paton 76’ Oli Shaw |

| Arbitro: | David Munro |

|  |           |                                                   |
|  | Marcatori | 9’ Josh Mullin 16’ Jon Guthrie 47’ Scott Robinson |

| Arbitro: | Nick Walsh |

|                    |           |                     |
| David Turnbull 82’ | Marcatori | 90'+1’ Kevin Nisbet |

| Arbitro: | Willie Collum |

|                                      |           |  |
| Alan Power 52’ (aut.) Alex Gogić 80’ | Marcatori |  |

| Arbitro: | Gavin Duncan |

|  |           |                                      |
|  | Marcatori | 21’ Darren McGregor 69’ Martin Boyle |

| Arbitro: | Kevin Clancy |

|  |           |                     |
|  | Marcatori | 51’ Alfredo Morelos |

| Arbitro: | Alan Muir |

|                    |           |                                           |
| Jonathan Obika 74’ | Marcatori | 55’ Ryan Porteous 71’ (rig.) Martin Boyle |

| Arbitro: | Willie Collum |

|                                          |           |  |
| Martin Boyle 27’ (rig.) Martin Boyle 67’ | Marcatori |  |

| Arbitro: | John Beaton |

|                 |           |                                          |
| Billy McKay 50’ | Marcatori | 52’ (rig.) Martin Boyle 60’ Kevin Nisbet |

| Arbitro: | Alan Muir |

|  |           |                                     |
|  | Marcatori | 25’ Jordan Roberts 46’ Devante Cole |

| Arbitro: | David Dickinson |

|                |           |  |
| Liam Craig 16’ | Marcatori |  |

| Arbitro: | Nick Walsh |

|                   |           |                      |
| Craig Sibbald 28’ | Marcatori | 41’ Christian Doidge |

| Arbitro: | Craig Napier |

|                                |           |  |
| Martin Boyle 13’ Josh Doig 70’ | Marcatori |  |

#### Seconda fase
| Arbitro: | Don Robertson |

|                             |           |                  |
| Joe Aribo 20’ Ryan Kent 62’ | Marcatori | 78’ Kevin Nisbet |

| Arbitro: | Craig Napier |

|                                         |           |                                |
| Kevin Nisbet 8’ Martin Boyle 26’ (rig.) | Marcatori | 85’ (rig.) Jay Emmanuel-Thomas |

| Arbitro: | Greg Aitken |

|  |           |                     |
|  | Marcatori | 22’ Glenn Middleton |

| Aberdeen 12 maggio 2021, ore 20:45 4ª giornata | Aberdeen    | 0 – 1 referto | Hibernian | Pittodrie Stadium (x spett.)\| Arbitro: \| John Beaton \| |
| Arbitro:                                       | John Beaton |               |           |                                                           |

| Edimburgo 15 maggio 2021, ore 13:30 5ª giornata | Hibernian     | 0 – 0 referto | Celtic | Easter Road Stadium (x spett.)\| Arbitro: \| Willie Collum \| |
| Arbitro:                                        | Willie Collum |               |        |                                                               |

### Scottish Cup
| Arbitro: | Willie Collum |

|                   |           |                                                            |
| James Maxwell 80’ | Marcatori | 42’ Christian Doidge 67’ Christian Doidge 70’ Martin Boyle |

| Arbitro: | David Munro |

|  |           |                                                                                |
|  | Marcatori | 37’ Christian Doidge 64’ Kevin Nisbet 71’ Martin Boyle 84’ (rig.) Martin Boyle |

| Arbitro: | John Beaton |

|                                         |                      |                               |
| Christian Doidge 52’ Jackson Irvine 80’ | Marcatori            | 82’ Ricki Lamie 88’ Tony Watt |
|                                         | Tiri di rigore 6 – 4 |                               |

| Arbitro: | Bobby Madden |

|  |           |                                       |
|  | Marcatori | 27’ Kevin Nisbet 58’ Christian Doidge |

| Arbitro: | Nick Walsh |

|                  |           |  |
| Shaun Rooney 32’ | Marcatori |  |

### Scottish League Cup
| Arbitro: | Alan Muir |

|                                                    |           |                    |
| Stevie Mallan 8’ Stevie Mallan 12’ Paul Hanlon 89’ | Marcatori | 61’ Dale Gillespie |

| Arbitro: | Euan Anderson |

|                 |           |                                   |
| Dan Higgins 17’ | Marcatori | 49’ Jamie Gullan 60’ Kevin Nisbet |

| Arbitro: | David Munro |

|  |           |                |
|  | Marcatori | 87’ David Gray |

| Arbitro: | John Beaton |

|                                                                         |           |                     |
| Stevie Mallan 10’ Kevin Nisbet 76’ Jamie Gullan 80’ Melker Hallberg 82’ | Marcatori | 71’ Christie Elliot |

| Arbitro: | Willie Collum |

|                  |           |  |
| Jamie Murphy 44’ | Marcatori |  |

| Arbitro: | David Munro |

|                        |           |                                                |
| Paul Hanlon 34’ (aut.) | Marcatori | 62’ Christian Doidge 83’ (aut.) Nicky Jamieson |

| Arbitro: | Nick Walsh |

|                                                  |           |  |
| Jason Kerr 35’ Shaun Rooney 49’ Craig Conway 63’ | Marcatori |  |